# کیتا نوزاکی
کیتا نوزاکی (انگلیسی: Keita Nozaki؛ زادهٔ ۲۵ آوریل ۱۹۹۰) بازیکن فوتبال اهل ژاپن است.